# Freizügigkeitseinrichtung
Die Freizügigkeitseinrichtungen sind Stiftungen und sichern den Vorsorgeschutz gemäss Artikel 4 des Freizügigkeitsgesetzes (FZG) in der Schweiz.

## Grundlagen
Die Schweiz verfügt über ein Vorsorgesystem mit drei Säulen. Die erste Säule stellt die staatliche AHV dar, die nach dem Umlageverfahren Renten ausschüttet. Die zweite Säule beruht auf dem Kapitaldeckungsverfahren. Rund 1950 Pensionskassen verwalten die Altersguthaben der Versicherten und schütten ab dem Rentenalter eine Rente aus. Kapitalauszahlungen sind ebenfalls möglich. Die dritte Säule stellt die private Vorsorge dar. Jeder Erwerbstätige kann dort jährlich einen limitierten Betrag einzahlen, den er von den Steuern abziehen kann. Das Gesamtvermögen beträgt in den Pensionskassen rund 713 Milliarden CHF, in der 3. Säule rund 94 Milliarden CHF.
Als sogenannter „Parkplatz“ kommen Freizügigkeitseinrichtungen dann zum Zug, wenn ein Angestellter den Arbeitgeber verlässt. Das Freizügigkeitsgesetz sieht vor, dass das individuelle Altersguthaben dem Arbeitnehmer folgt (Art. 2 Abs. 1 FZG). Die Pensionskasse wird sich beim Versicherten erkundigen, wohin das Altersguthaben überwiesen werden muss. Sofern der Arbeitnehmer keinen neuen Arbeitgeber hat, wird das Altersguthaben auf eine Freizügigkeitseinrichtung überwiesen.

## Unterschiede Pensionskassen – Freizügigkeitsstiftungen
Da Freizügigkeitsstiftungen vom Gesetzgeber als vorübergehender Parkplatz konzipiert wurden, weisen sie Unterschiede zu den klassischen Pensionskassen auf:
|                                  | Pensionskasse | Freizügigkeitsstiftung |
| -------------------------------- | --- | --- |
| Verzinsung                       | Mindestens BVG-Zins im Obligatorium (2022: 1,00 %) | Keine Beschränkung, aktuell zwischen 0 und 0,25 % |
| Beiträge                         | Ja, Höhe im Obligatorium gemäss Art. 16 BVG | Keine Beiträge |
| Anlagestrategie                  | Stiftungsvermögen wird kollektiv gemäss gesetzlichen Richtlinien angelegt (Art. 49ff. BVV 2) | Die Stiftung ist gemäss Gesetz verpflichtet, das Geld auf ein Sparkonto bei einer FINMA unterstellten Bank anzulegen (Art. 19 Abs. 1 FZV). Ausnahme: Auffangeinrichtung |
| Individuelle Anlagemöglichkeiten | Nein (ausser spezielle 1e Pensionskassen gemäss Art. 1e BVV 2) | Ja, Zinskonto oder Anlage in definierte Anlagefonds (Art. 19a FZV) |
| Konkursschutz                    | Ja. Unterstellung beim BVG Sicherheitsfonds für versicherte Löhne bis CHF 126'900.- | Keine Unterstellung beim BVG Sicherheitsfonds. Die Banken haben einen Einlegerschutz bis zu einem Vermögen von CHF 100'000.- (siehe Art. 37a Abs. 5 Bankengesetz)       |
| Vorzeitige Bezugsmöglichkeiten   | Gesetzliche Vorbezugsmöglichkeiten aufgrund definitives Verlassen der Schweiz, Aufnahme selbstständige Erwerbstätigkeit, geringer Betrag (Art. 5 FZG), sowie Wohneigentumsförderung (Art. 30a ff. BVG) | analog Pensionskasse |
| Ordentliche Bezugsmöglichkeiten  | Gemäss Reglement der Stiftung. Frühestens ab Alter 58, Normalfall mit ordentlichem Pensionierungsalter (oft: Alter 65), spätestens mit Alter 70.                                                       | Gemäss Gesetz (Art. 16 FZV) zwischen Alter 59/60 und 69/70 (Frauen/Männer).                                                                                             |
| Freie Wahl Stiftung              | Nein. An Arbeitgeber gekoppelt (Art. 11 Abs. 1 BVG) | Ja (Art. 4 Abs. 1 FZG) |
| Stiftungsrat                     | Bestehend aus paritätischen Arbeitgeber- und Arbeitnehmervertreter (Art. 51 BVG) | Bestehen aus Vertreter der Stifterin und mindestens einem unabhängigen Stiftungsrat.                                                                                    |
| Aufsicht                         | Externe Revisionsstelle prüft Jahresrechnung gemäss Rechnungslegungsstandard Swiss GAAP FER 26 (Art. 52c BVG) Stiftungen unterstehen den regionalen Aufsichtsbehörden (Art. 48 BVG).                   | analog Pensionskasse |

## Auswahl einer Freizügigkeitseinrichtung
Im Gegensatz zur Eröffnung eines Säule 3a Kontos ist die Eröffnung eines Freizügigkeitskontos meist nicht selbstbestimmt. Wer seinen Arbeitgeber verlässt, wird gefragt, wohin das Altersguthaben überwiesen werden soll. Reagiert man nicht, wird die Pensionskasse das Altersguthaben gemäss Art. 4 Abs. 2 FZG frühestens sechs Monate nach Austritt, spätestens aber zwei Jahre nach dem Austritt des Versicherten an die Auffangeinrichtung überweisen. Da die Pensionskasse das Guthaben während dieser Zeit verzinsen muss, wird sie nach sechs Monaten aktiv werden und das Geld überweisen.
Die Auffangeinrichtung verzinst das Freizügigkeitsguthaben seit April 2016 mit 0,01 %.

### Mögliche Kriterien für die Wahl der Freizügigkeitsstiftung
Der Zins alleine darf jedoch nicht das entscheidende Kriterium bei der Wahl der Einrichtung sein. Folgende Merkmale sind ebenfalls zu beachten:
- Auswahl Anlagefonds
- Gebühren bei Ein- und Austritt
- Transaktionsgebühren
- Kontoführungsgebühren
- Bearbeitungsgebühren für vorzeitige Auszahlungen (z. B. Wohneigentumsförderung)
- Kündigungsfristen
- Betreuung (z. B. Existenz einer Hotline)
- Erreichbarkeit (Telefon, Post, Mail, Social Media)
- Bank- vs. Versicherungslösung

Die Medien beschränken sich häufig auf Vergleiche im Bereich der 3. Säule. Bei Unsicherheiten kann man häufig auch direkt die Freizügigkeitseinrichtung kontaktieren und nach den Konditionen fragen.

### Wie viele Freizügigkeitskonten darf man besitzen?
Gemäss Art. 12 Abs. 1 FZV darf die Austrittsleistung von der bisherigen Vorsorgeeinrichtung (=Pensionskasse) höchstens an zwei Freizügigkeitseinrichtungen übertragen werden. Das bedeutet, dass man z. B. bei der Freizügigkeitseinrichtung seines Vertrauens zwei Konten eröffnen kann, was bei einer Auszahlung steuerlich interessant sein kann. Gewisse Freizügigkeitseinrichtungen verlangen hierfür jedoch spezielle Voraussetzungen. Es lohnt sich, vor der Überweisung mit der Freizügigkeitseinrichtung die Details zu klären.
Da gewisse Versicherte bei mehr als eine Pensionskasse versichert sind, können entsprechend mehr Freizügigkeitskonten eröffnet werden. Aber Achtung: nicht alle Freizügigkeitseinrichtungen lassen die Eröffnung von mehr als zwei Konten zu (auch wenn sie die Altersguthaben von verschiedenen Pensionskassen kommen).

## Freizügigkeitseinrichtungen wachsen stetig
Mit der gesellschaftlichen Entwicklung und der wachsenden Mobilität der Arbeitnehmer kam es zu einem kontinuierlichen Wachstum der Freizügigkeitsstiftungen. Die Gründe sind vielfältig:
- Beim definitiven Verlassen der Schweiz kann das Altersguthaben auf dem Freizügigkeitskonto belassen werden. Beim Wegzug in die EU verlangt der Gesetzgeber, dass der obligatorische Teil des Altersguthabens auf dem Konto gesperrt wird (Art. 25f FZG).
- Aufgrund von Scheidung können Scheidungsgelder auf ein Freizügigkeitskonto überwiesen werden, wenn die begünstigte Person keine Pensionskasse hat.
- Bei Beschäftigungsgradsenkung ist man möglicherweise zu hoch versichert in seiner Pensionskasse. Die Differenz wird auf ein Freizügigkeitskonto überwiesen.
- Selbstständigerwerbende können ihr Geld auf einem Freizügigkeitskonto belassen.
- Beim Hausverkauf fliesst das früher bezogene Geld wieder in die Pensionskasse oder bei deren Fehlen auf ein Freizügigkeitskonto (Art. 30d BVG).
- Beim Hausverkauf und anschliessend Neukauf innerhalb von zwei Jahren kann die bezogene Summe ebenfalls auf ein Freizügigkeitskonto parkiert werden (Art. 30d Abs. 4 BVG).

Damit sind über 55 Milliarden CHF schweizweit an Freizügigkeitsgeldern bei Freizügigkeitsstiftungen vorhanden mit einem jährlichen Wachstum von etwa 1 %, womit sich das Wachstum in letzter Zeit abgeschwächt hat.

## Organisation
Im Gegensatz zur Pensionskassenlobby ASIP fehlte den Freizügigkeitsstiftungen bisher eine Interessensvertretung. Diese wurde im Dezember 2014 mit dem Verein Vorsorge Schweiz (VVS) gegründet. Per Mai 2016 waren bereits 36 Freizügigkeits- und 3a-Stiftungen Mitglied in allen drei Sprachregionen der Schweiz. Der Verein hat sich am 20. Mai 2016 den Medien vorgestellt und die Wichtigkeit der Freizügigkeits- und 3a-Stiftungen hervorgehoben.
In einer erstmals gemachten Erhebung durch den VVS stellte sich heraus, dass die Wertschriftendurchdringung bei den Freizügigkeitsstiftungen bei rund 13 % liegt. Die Konti, welche aufgrund einer vorzeitigen Auszahlung im Erhebungsjahr 2015 saldiert wurden, betrug weniger als 2 % vom Gesamtbestand.
Seit August 2018 gibt es die Website Vorsorgewissen.info, die kostenlos Informationen rund um die Freizügigkeitsstiftungen, ihre Vorsorgenehmer und die Organisation der Stiftungen publiziert.

## Wahrnehmung in der Öffentlichkeit
Die Freizügigkeitseinrichtungen werden in der Öffentlichkeit häufig mit den Pensionskassen verwechselt und stehen in der Öffentlichkeit nicht im Vordergrund. In der Medienberichterstattung ist regelmässig von vergessenen Freizügigkeitsguthaben bei den Freizügigkeitsstiftungen und bei der Auffangeinrichtung die Rede. Bis vor Kurzem waren die Freizügigkeitseinrichtungen auch bei den Behörden nicht im Zentrum des Interesses. Die Eidgenössische Finanzkontrolle hat sich den Freizügigkeitseinrichtungen angenommen und in ihrer am 5. Juli 2016 publizierten Evaluation verschiedene Vorschläge für eine bessere Erreichbarkeit der Freizügigkeitsguthaben zuhanden der Behörden gemacht. Die Behörden haben die Empfehlungen mit Vorbehalten angenommen, den Punkt im Rahmen der Modernisierung der Aufsicht jedoch aufgenommen, die Freizügigkeitsguthaben konsequent in die Pensionskassen einzubringen. Schlussendlich kommt der Eigenverantwortung des Versicherten eine grosse Bedeutung zu. Er muss sich über sein Freizügigkeitsguthaben informieren und sicherstellen, dass sie jeweilige Pensionskasse oder Freizügigkeitsstiftung seine korrekten Angaben besitzen.

## Neuste regulatorische Entwicklungen
Die Freizügigkeitsstiftungen wurden lange als Anhängsel der Pensionskassen betrachtet. Die Freizügigkeitsleistungen sollten ursprünglich nur als vorübergehender Parkplatz dienen, bis das Geld zur Pensionskasse des neuen Arbeitgebers weiter transferiert wird (Art. 4 FZG). Entsprechend war die Gesetzgebung ausgelegt: was für Pensionskassen galt, galt in aller Regel auch für Freizügigkeitsstiftungen mit wenigen Unterschiede (siehe Tabelle oben). Verschiedene gesetzgeberische Anpassungen sowie die erhöhte Mobilität am Arbeitsmarkt führte zu wachsenden Freizügigkeitsstiftungen, was den Regulator auf den Plan rief:

### Die Eidgenössische Finanzkontrolle publiziert fünf Empfehlungen
In einem Bericht der Eidgenössischen Finanzkontrolle wurden die Freizügigkeitseinrichtungen unter die Lupe genommen. Daraus entstanden fünf Empfehlungen, die teilweise vom Gesetzgeber übernommen wurden, so zum Beispiel der Prüfauftrag einer Parlamentskommission zur Versicherungsunterstellung der Freizügigkeitseinrichtungen beim BVG Sicherheitsfonds.

### Verbot von Negativzinsen
Einem vom Bundesamt für Sozialversicherungen auf Geheiss von Bundesrat Berset in Auftrag gegebenes Rechtsgutachten kommt zum Schluss, dass Negativzinsen auf Freizügigkeitskonten nicht zulässig sind. Die Konferenz der Aufsichtsbehörden hat diese Sichtweise gestützt und die unterstellten Freizügigkeitsstiftungen angeschrieben und informiert, dass allfällige Negativzinsen nicht toleriert würden. Entsprechende Vorsorgereglemente müssen abgeändert werden.

### Verzinsung des Scheidungsguthaben mit dem BVG-Zins
Das Bundesgericht kommt in seinem Urteil 9C_149/2017 zum Schluss, dass der Scheidungsrichter zur Ermittlung der Scheidungsauszahlung einen durchgehenden BVG-Zins anwenden muss, unabhängig davon, ob der Versicherte bei einer Pensionskasse oder einer Freizügigkeitsstiftung versichert war. Zusätzlich muss der vom Richter ermittelte Scheidungsbetrag zwischen Einleitung des Scheidungsverfahrens bis zur Auszahlung mit dem BVG-Zins verzinst werden – auch hier, unabhängig von der Tatsache, ob das Guthaben bei einer Pensionskasse oder einer Freizügigkeitseinrichtung deponiert ist. In der Praxis wird der Zins dem Konto des abgebenden Vorsorgenehmers belastet.

### Zentralschweiz: Verbot der Eröffnung zweier Freizügigkeitskonten
In der Lehre ist umstritten, ob ein Vorsorgenehmer zwei Freizügigkeitskonten bei der gleichen Freizügigkeitsstiftung eröffnen kann. Während das Gesetz es nicht verbietet, hat das Bundesamt für Sozialversicherungen sich mehrmals dagegen ausgesprochen. Im Mai 2018 hat die Zentralschweizerische Aufsichtsbehörde ZBSA explizit die Eröffnung zweier Freizügigkeitskonten bei der gleichen Freizügigkeitsstiftung nach einem Austritt verboten. Dieses Verbot gilt für alle der ZBSA unterstellten Freizügigkeitsstiftungen (z. B. Pensfree, Liberty, Independent). Freizügigkeitsstiftungen anderer Regionen haben dieses Verbot nicht. Gewisse Stiftungen lassen die Eröffnung zweier Konten zu, andere nicht.

## Reaktion auf Negativzinsen
Mit den anhaltenden Negativzinsen und dem Verbot, die Negativzinsen den Vorsorgenehmern weiterzugeben, geraten immer mehr Freizügigkeitsstiftungen in finanzielle Engpässe. Als Gegenmassnahme werden vermehrt Gebühren erhoben. So hat die Freizügigkeitsstiftung der Credit Suisse per 1. Oktober 2019 beschlossen, Kontoführungsgebühren von CHF 9 pro Quartal zu erheben. Bereits früher hatte die PostFinance Freizügigkeitsstiftung ebenfalls CHF 9 pro Quartal Kontoführungsgebühren verlangt. Angesichts der Negativzinsen dürften weitere Stiftungen folgen.
Bei der staatlichen Auffangeinrichtung BVG haben die Negativzinsen, gepaart mit den schlechten Börsenperformance als Folge der Corona-Krise die parlamentarische Kommission SGK-N auf den Plan gerufen. Am 29. April 2020 haben sie in einer Medienmitteilung garantierte Nullzinsen durch den Bund oder die schweizerische Nationalbank SNB für die Auffangeinrichtung gefordert. Bei einer Bilanzsumme von 14 Milliarden entspricht das bei Negativzinsen von 0,75 % einer Staatshilfe von CHF 105 Millionen.